# اصول ریاضی فلسفه طبیعی

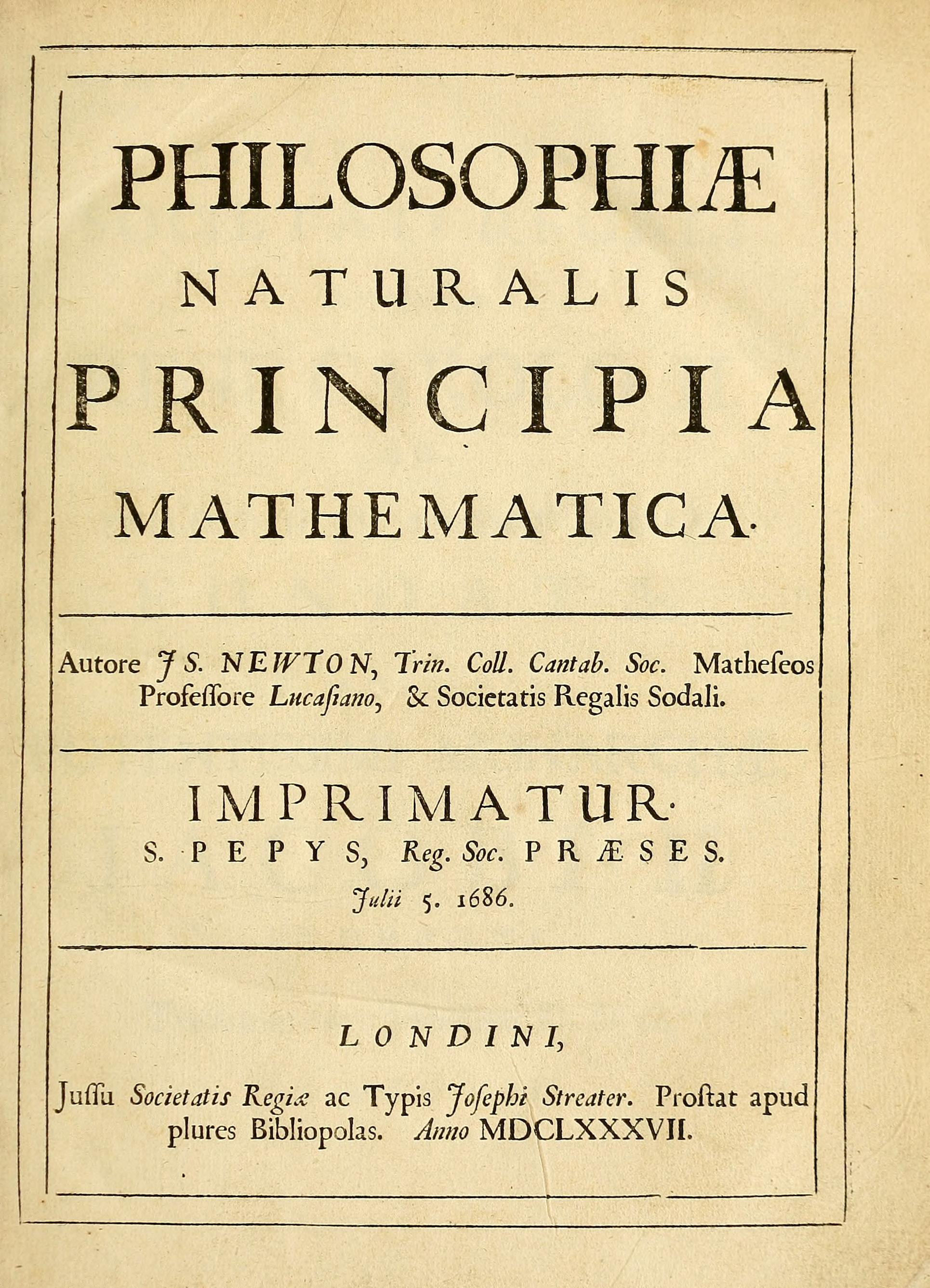
صفحه عنوان

اثبات قانون دوم کپلر در حرکت سیارات توسط نیوتن

اصولِ ریاضیِ فلسفهٔ طبیعی (به لاتین: Philosophiæ Naturalis Principia Mathematica) (انگلیسی:mathematical principles of natural philosophy) که به اختصار (اصول) نام دارد، یک کتاب سه جلدی نوشته شده توسط ایزاک نیوتن است که در ۵ ژوئیه ۱۶۸۷ منتشر شد. این کتاب شامل قوانین نیوتن در مکانیک کلاسیک به همراه قانون جهانی گرانش نیوتن و قوانین کپلر در حرکت سیارات بود. این کتاب از مهم‌ترین کتاب‌های نوشته شده در تاریخ بشر است.
نیوتن این کتاب را به زبان لاتین نوشت. جلد اول این کتاب، حدود ۵۰۰ صفحه و ۳۴۰ شکل بسیار پیچیده دارد. این کتاب را نیوتن به درخواست ادموند هالی نوشت و این مسئله را در مقدمه کتاب ذکر کرد
- قبل از چاپ کتاب رابرت هوک ادعا کرد که کشف بسیاری ار این مطالب از آن اوست و او سال‌ها قبل آنها را اثبات کرده‌است.
- بعدها معلوم شد که ادعاهای رابرت هوک کاملاً بی اساس بود، زیرا وقتی ادموند هالی از او درخواست کرد که مدرکی دال بر صحت گفته‌هایش ارائه دهد، او حرفی برای گفتن نداشت.
- نیوتن قبل از نگارش این کتاب به عنوان یکی از اعضای ارشد کالج ترینیتی، فعال تر از سابق شده بود.
- نیوتن کار در زمینه کتاب خود را در مارس ۱۶۸۷ به اتمام رسانده بودو همفری نیوتن (یکی از دوستان آیزاک نیوتن) در حال نوشتن نسخه ای از آن برای ناشران بود.

نسخه فارسی کتاب اصول ریاضی فلسفه طبیعی به دست بهنام شیخ باقری توسط نشر نی منتشر شده‌است.